# Gábor Ancsin
Gábor Ancsin (Békéscsaba, 27 de noviembre de 1990) es un jugador de balonmano húngaro que juega de lateral derecho en el Tatabánya KC. Es internacional con la selección de balonmano de Hungría.

## Palmarés

### Pick Szeged
- Copa EHF (1): 2014

### Veszprém
- Liga húngara de balonmano (1): 2017
- Copa de Hungría de balonmano (2): 2017, 2018

## Clubes
- Dunaferr SE (2007-2009)
- Rhein-Neckar Löwen (2009-2011)
- TSG Friesenheim (2009-2011) (cedido)
- SC Pick Szeged (2011-2016)
- MKB Veszprém (2016-2019)
- Ferencvárosi TC (2018-2019) (cedido)
- Tatabánya KC (2019-2024)
- Ferencvárosi TC (2024- )